# NGC 7190
NGC 7190 ist eine linsenförmige Galaxie vom Hubble-Typ S0/a im Sternbild Pegasus am Nordsternhimmel. Sie ist schätzungsweise 401 Millionen Lichtjahre von der Milchstraße entfernt und hat einen Durchmesser von etwa 105.000 Lichtjahren.
Im selben Himmelsareal befindet sich u. a. die Galaxie IC 5160.
Das Objekt wurde am 23. Juli 1870 von Édouard Stephan entdeckt.